# Trygve Lundgren
Trygve Lundgren (9. dubna 1888 Kristiania – 1. června 1947) byl norský rychlobruslař.
Norských šampionátů se účastnil od roku 1908, na mezinárodních závodech se poprvé představil o rok později. V roce 1911 se při své jediné účasti na kontinentálním šampionátu umístil na šestém místě. Největšího úspěchu dosáhl v roce 1912, kdy vybojoval na Mistrovství světa bronzovou medaili. Závodit přestal v roce 1914, roku 1917 ještě absolvoval jeden start.